# (9166) 1987 SC6
1987 أس سي 6 (ويعرف أيضًا باسم (9166) 1987 أس سي 6 وفق تسمية الكوكب الصغير) (بالإنجليزية: 1987 SC6)‏ هو كويكب ضمن حزام الكويكبات؛ وترتيبه 9166 من حيث الاكتشاف.
اكتُشف هذا الجُرم الفلكي بواسطة Zdeňka Vávrová ‏ في 21 سبتمبر 1987.

## وصلات خارجية
- (9166) 1987 SC6 في قاعدة بيانات مختبر الدفع النفاث لأجرام النظام الشمسي الصغيرة

- الاكتشاف · مخطط المدار ·  العناصر المدارية · المعلمات المادية

- (9166) 1987 SC6 على موقع ويكي سكاي: DSS2, SDSS, GALEX, IRAS, Hydrogen α, X-Ray, Astrophoto, Sky Map, Articles and images